# ブライアン・シンプソン
ブライアン・シンプソン（英: Bryan Simpson、1984年10月15日 - ）は、アメリカ合衆国ジョージア州出身のプロバスケットボール選手である。ポジションはフォワード。
198cm、97kg。元米軍という珍しい経歴を持つ選手。

## 来歴
Redan High School卒業後、米軍嘉手納基地に入り、
バスケットボールチーム 嘉手納ファルコンズに所属。米軍基地内の大会でMVPを獲得するなど活躍を見せる。
2007-08シーズン、bjリーグ（現B.LEAGUE）に参戦する
琉球ゴールデンキングスにドラフト3巡目指名を受ける。
2008-09シーズンも琉球ゴールデンキングスと契約。リーグ優勝に貢献した。
また同シーズン2009年1月25日、大分県別府市で開催された「BSフジ presents　bjリーグオールスターゲーム2008-09シーズン」のダンクコンテストに初出場を果たし、優勝した。　

2009-10シーズンも琉球ゴールデンキングスと契約。
bjリーグオールスターゲームのダンクコンテストに2年連続で出場。
その後2010年に退団し、沖縄県のクラブチーム「CHECK MATE」に所属しながらプレーを続けていた。

2017年4月30日、2014年に開幕した３人制バスケットボール国内トップリーグ「3×3　PREMIERE．EXE」に、沖縄から初参戦するチーム「OKINAWA72．EXE」の記者会見にて、チームの一員として参加することが発表された。

2017年11月、B3リーグの東京海上日動ビッグブルーが契約合意を発表し、プロ復帰となった。

その後2019年に退団。

2019年からは同リーグ「3×3　PREMIERE．EXE」の「CRAYON．EXE」にてプレーしている